# The Breakers
The Breakers var et rockband fra Danmark bestående af Toke Nisted (vokal), Anders Bruus (guitar) og Jackie Larsen (bas). De var inspirerede af 1960'erne og 1970'ernes rockmusik som The Faces og The Rolling Stones. 

## Historie
The Breakers blev dannet i København, Danmark i 2003. Deres første album, What I Want, blev udgivet i januar 2004 på Sony Denmark. Andet album, Here For A Laugh, blev udgivet i Danmark i januar 2006 på Good Guy's Recording Company og siden hen i USA & Canada i maj 2007 på Funzalo Records. 
I maj 2007 udnævnte 'Little' Steven Van Zandt bandets første amerikanske single “Dance the Go-Go” som "the Coolest Song in The World" i hans radioprogram Underground Garage.
I juni 2008 underskrev The Breakers pladekontrakt med Steven Van Zandt's eget pladeselskab Wicked Cool Records. Bandet indspillede deres tredje album i maj 2010 i Stratosphere Sound i New York. Steven Van Zandt producerede albummet og var medkomponist på flere af sangene. Mix af pladen blev foretaget af Bob Clearmountain. Albummet udkom i Juni 2011.
The Breakers optrådte i 2009 på South by Southwest festivalen i Austin, Texas og på Hard Rock Calling i Hyde Park, London i juni 2010.
I august 2013 annoncerede The Breakers, at gruppen var opløst.

## Diskografi
| Udgivelsesdato | Album titel        |
| Januar, 2004   | What I Want        |
| Januar, 2006   | Here For A Laugh   |
| Juni, 2011     | The Breakers       |
| Januar, 2015   | The Floss Sessions |